# Cailey Fleming
Cailey Presley Fleming (Picayune, 28 marzo 2007) è un'attrice statunitense.
Principalmente nota per aver interpretato Judith Grimes nella serie televisiva The Walking Dead.

## Biografia
Fleming è nata il 28 marzo 2007, nello stato del Mississippi. La sua carriera è iniziata nel 2015, quando ha interpretato una giovane Rey nella pellicola Star Wars - Il risveglio della Forza, ruolo ripreso poi in Star Wars - L'ascesa di Skywalker alcuni anni dopo. Nel 2018 Fleming è entrata a far parte del cast principale della serie televisiva di AMC The Walking Dead, nel ruolo di Judith Grimes.
Nel 2021 è apparsa nella serie del Marvel Cinematic Universe Loki.

## Filmografia

### Cinema
- Star Wars - Il risveglio della Forza (Star Wars: The Force Awakens), regia di J. J. Abrams (2015)
- Il diario dell'amore (The Devil and the Deep Blue Sea), regia di Bill Purple (2016)
- Armed Response, regia di John Stockwell (2017)
- Desolation, regia di David Moscow (2017)
- Supercon, regia di Zak Knutson (2018)
- Hover, regia di Matt Osterman (2018)
- Peppermint - L'angelo della vendetta (Peppermint), regia di Pierre Morel (2018)
- Star Wars - L'ascesa di Skywalker (Star Wars: Episode IX - The Rise of Skywalker), regia di J. J. Abrams (2019)
- IF - Gli amici immaginari (IF), regia di John Krasinski (2024)

### Televisione
- One Mississippi – serie TV, episodio 1x01 (2015)
- Preacher – serie TV, episodio 2x13 (2017)
- Better Things – serie TV, 4 episodi (2017)
- The Walking Dead – serie TV, 33 episodi (2018-2022)
- Loki – serie TV, episodio 1x04 (2021)
- The Walking Dead: The Ones Who Live, regia di Bert e Bertie, Michael Slovis e Michael E. Satrazemis – miniserie TV, puntata 1x06 (2024)

## Doppiatrici italiane
Nelle versioni in italiano delle opere in cui ha recitato, Cailey Fleming è stata doppiata da:
- Sara Tesei in The Walking Dead, The Walking Dead: The Ones Who Live
- Alice Porto in Star Wars: Il Risveglio della Forza, Star Wars: L'ascesa di Skywalker
- Chloe Mari in Peppermint - L'angelo della vendetta
- Alessandra Cannavale in Loki
- Giulietta Rebeggiani in IF - Gli amici immaginari